# Yoruba ibadanus
Espèce
Yoruba ibadanus est une espèce d'araignées aranéomorphes de la famille des Gnaphosidae.

## Distribution
Cette espèce est endémique du Nigeria. Elle se rencontre vers Ibadan.

## Description
Le mâle holotype mesure 2,78 mm et la femelle paratype 2,21 mm.

## Étymologie
Son nom d'espèce lui a été donné en référence au lieu de sa découverte, Ibadan.

## Publication originale
- Rodrigues & Rheims, 2020 : An overview of the African genera of Prodidominae spiders: descriptions and remarks (Araneae: Gnaphosidae). Zootaxa, no 4799(1), p. 1-80.